# هزل (آلمان)
هزل (به آلمانی: Hesel) یک شهر در آلمان است که در Hesel واقع شده‌است. هزل ۴٬۱۹۳ نفر جمعیت دارد.